# Srednja kronologija
Za časovnico v absolutnih datumih glej kratko kronologijo.
Srednja kronologija je ena od kronologij bližnjevzhodne bronaste in zgodnje železne dobe, v kateri je vladanje Hamurabija fiksirano v obdobje 1792–1750 pr. n. št. in opustošenje Babilona v leto 1595 pr. n. št..
Kronologija temelji na preračunavanju astronomskem opazovanj, dokumentiranih v Ami-Sadukovi Venerini tablici (Enuma Anu Enlil, tablica 63). Nedavni dendrokronološki in astronomski dokazi so pokazali, da ima srednja kronologija več pomanjkljivosti, kar je privedlo do bolj pogoste uporabe kratkih kronologij.
Kratke kronologije imajo to pomanjkljivost, da je treba nekaterim obdobjem v 2. tisočletju pr. n. št. prišteti stoletje ali več,  da bi se uskladila, doslej pa nihče ni izdelal predloga, kateremu obdobju ga je treba prišteti.  Datumi v 2. tisočletju so zato zaradi večje natančnosti umetno kratki in povzročajo izkrivljanje in izgubo natančnosti za starejše datume.  
V zadnjih letih znanstveniki favorizirajo različne kronologije. Švicarski statistik Peter Jost Huber  favorizira  dolgo kronologijo, ki združuje astronomske podatke iz tablic Enuma Anu Enlil  20 in 21, ki povezujejo lunine mrke in zgodovinske dogodke v obdobju Tretje urske dinastije, Ami-Sadukovo Venerino tablico in starobabilonske dolžine mesecev.
Številni elementi Huberjevih teorij so predmet kritik skupine znanstvenikov pod vodstvom Hermanna Gascheja in Vahe Gurzadyana. Skupina je predlagala ultra kratko kronologijo, ki temelji na arheoloških dokazih in še posebej na bolj dosledni rabi astronomskih dokazov.  Gasche in  Gurzadyan trdita, da je popolnoma zanesljiv in uporaben samo osemletni ciklus iz Venerine tablice. Kasnejše študije se praviloma zanašajo na več dokazov. Študija iz leta 2001, ki temelji na rezultatih radiokarbonskih analiz vzorcev lesa iz Turčije, podpira datume za 2. tisočletje pr. n. št., ker so zelo blizu datumom iz srednje kronologije.
Pregled zgodovinskih dogodkov po različnih kronologijah:
| Zgodovinski dogodek       | Ultra dolga/Ultra visoka kronologija | Dolga/Visoka kronologija | Srednja kronologija  | Kratka/Spodnja kronologija | Ultra kratka/Ultra nizka kronologija |
| ------------------------- | ------------------------------------ | ------------------------ | -------------------- | -------------------------- | ------------------------------------ |
| Akadsko cesarstvo         | ?                                    | ?                        | 2334–2154 pr. n. št. | ?                          | 2200–2018 pr. n. št.                 |
| Tretja urska dinastija    | ?                                    | 2161–2054 pr. n. št.     | 2112–2004 pr. n. št. | 2048–1940 pr. n. št.       | 2018–1911 pr. n. št.                 |
| Isinska dinastija         |                                      | ?                        | 2017–1793 pr. n. št. | ?                          | 1922–1698 pr. n. št.                 |
| Prva babilonska dinastija | ?                                    | 1950–1651 pr. n. št.     | 1894–1595 pr. n. št. | 1830–1531 pr. n. št.       | 1798–1499 pr. n. št.                 |
| Hamurabijeva vladavina    | 1933–1890 pr. n. št.                 | 1848–1806 pr. n. št.     | 1792–1750 pr. n. št. | 1728–1686 pr. n. št.       | 1696–1654 pr. n. št.                 |
| Ami-Sadukova vladavina    | ?                                    | 1702–1682 pr. n. št.     | 1646–1626 pr. n. št. | 1582–1562 pr. n. št.       | 1550–1530 pr. n. št.                 |
| Padec Babilona            | 1736 pr. n. št.                      | 1651 pr. n. št.          | 1595 pr. n. št.      | 1531 pr. n. št.            | 1499 pr. n. št.                      |